# 29187 Lemonnier
A 29187 Lemonnier (ideiglenes jelöléssel 1990 US3) a Naprendszer kisbolygóövében található aszteroida. Eric Walter Elst fedezte fel 1990. október 16-án.
A kisbolygót Pierre Charles Lemonnier (1715–1799) francia csillagászról nevezték el.